# Google Buzz
Google Buzz是由Google开发的社交及通訊工具，集成于该公司的邮件服务Gmail中。朋友分享的連結与信息会显示在Gmail界面中。Buzz中融合了照片、视频、链接等多种元素，形成了Gmail会话的重要组成部分。
用户在发布Buzz时可以选择将其分享给全世界或是有限人群。Buzz支援Picasa、Flickr、Google Reader、YouTube、Blogger和Twitter。Buzz的建立被认为是Google对如Facebook之类的社交網路服務的一种尝试。Buzz也借用了FriendFeed等网站的界面元素，例如对一则消息可以表示“喜好”。
Google的谢尔盖·布林表示，借助Buzz，人们可以在工作和休闲之间建立桥梁，拉近距离。
Google+全面開放之後，Google公司於2011年底停止Google Buzz服務。

## 移动版
通过移动设备（如iPod Touch）使用Buzz，用户的当前位置会被标识出来。用户可以在隐私设置里调整位置显示的精确度——显示精确的地点，或只是所在城市等等。用户只允许使用内置的GPS定位，而不可以使用通过Google Latitude自定义的地标。
移动版同时结合了Google Maps，所以用户可以知道有哪些其他用户在周围。通过Google Maps发布的Buzz消息是公开的，任何使用软件的人都可看见。移动版用户可以发送文字和照片。目前移动版只支持Android 2.0+、iPhone/iPod Touch、Windows Mobile以及S60。

## 历史
2010年2月9日Google在山景城总部宣布了这项计划，并于当天太平洋时间11时发布。在接下来的数周内，Google Buzz功能将逐渐开放给所有Gmail账户，并集合在Gmail界面中。同时在Android和iPhone平台的版本也发布了。

## 反响

### 隐私
部分Google Buzz的功能引发了与Facebook类似的关于隐私的担忧。然而，最为诟病的一项设置是，Buzz会默认公开与一个Gmail账户交流最紧密的联系人。